# Ullmannite
L'ullmannite est un minéral, sulfoantimoniure de nickel de formule : NiSbS. Une substitution importante a lieu avec le cobalt et le fer dans le site nickel et avec le bismuth et l'arsenic dans le site antimoine. Une série en solution solide est formée avec la willyamite riche en cobalt.

## Propriétés physiques
L'ullmannite est de couleur gris acier à blanc étain avec un éclat métallique, a une dureté de 5 à 5,5 et une densité de 6,65. Initialement, on a supposé qu'il y avait deux espèces, tétraédrique et cubique, mais il fut plus tard confirmé que les deux échantillons étaient conformes au groupe ponctuel 23 du système cristallin cubique et présentaient typiquement des formes cubiques, octaédriques ou pyritoédriques bien que les cristaux euédriques soient rares.
On a montré que la variabilité de sa composition chimique était responsable de perte de symétrie et de variations dans les réseaux de stries.
Les cristaux d'ullmannite font habituellement moins de 2 mm, cependant des exemplaires plus gros ont été trouvés dans des environnements particulièrement riches en antimoine. L'ullmannite présente souvent des macles d'interpénétration ainsi que du maclage énantiomorphe selon [110].

## Occurrence

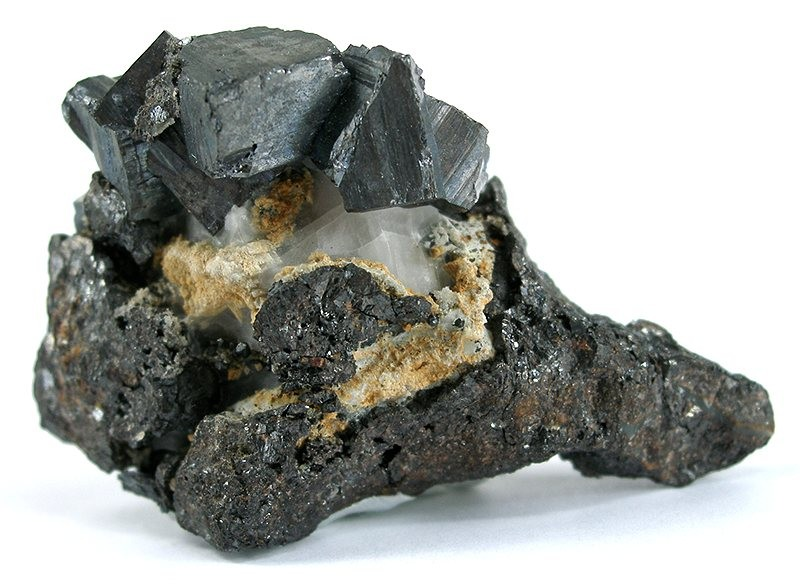
Cristaux d'ullmanite de la Mine Masaloni, San Vito, Province de Cagliari, Sardaigne, Italie (taille : 5,4 x 3,3 x 2,1 cm)

Elle est membre du groupe de la cobaltite et forme une série avec la willyamite ((Co,Ni)SbS). On la trouve avec la nickéline, la gersdorffite, la pentlandite, la chalcopyrite, la pyrrhotite, la galène, la tétraédrite et la dyscrasite dans des dépôts hydrothermaux.
Les principaux gisements sont situés en Allemagne, mais elle a également été trouvée en Autriche, en Australie, en France, en Angleterre et au Pays de Galles.
Elle fut décrite pour la première fois en 1843 pour une occurrence dans la mine Storch und Schöneberg, Rhénanie-du-Nord-Westphalie en Allemagne.
Des échantillons d'ullmannite furent découverts à Sarrabus (Sardaigne) en Italie en 1887. Les cristaux des échantillons de Sarrabus furent décrits comme hémiédriques avec des faces parallèles, tandis que les échantillons de Lölling dans l'actuelle Autriche étaient hémihédriques avec des faces inclinées.

## Origine du nom
L'ullmannite a été nommée d'après le chimiste et minéralogiste allemand Johann Christoph Ullmann (1771–1821), un des pères de la minéralogie systématique.  Ullmann constitua une collection de minéraux (maintenant la base du Musée de Minéralogie de Marburg internationalement renommé) et nommée Ein Systematisch-Tabellarische Übersicht der Mineralogisch einfachen Fossilien, une des premières tentatives pour fournir une organisation structurée des minéraux observés à l'époque.